# マリーア・テレーザ・チーボ＝マラスピーナ
マリーア・テレーザ・チーボ＝マラスピーナ（Maria Teresa Francesca Cybo-Malaspina, 1725年6月29日 - 1790年12月25日）は、イタリアの女性諸侯。マッサ＝カッラーラ公国の女公。

## 生涯
マッサ＝カッラーラ公アルデラーノ1世と、ノヴェッラーラ・バニョーロ伯カミッロ3世の娘リッチャルダ・ゴンザーガの間の長女。1731年父の死と同時にわずか6歳で公爵位を継承するが、幼少のため母が摂政として統治を代行し、公領を実際に統治し始めるのは1744年になってからだった。
1734年11月10日にマッサで、ソワソン伯ヨハネス・フランツ・オイゲン・フォン・ザヴォイエンとの代理結婚式を挙行したが、ソワソン伯は新妻に会うことなく2週間後に死去したため、結婚は成立しなかった。1741年4月16日モデナ及びレッジョ公エルコレ3世・デステと結婚、2人の子をもうけた。
女公は1746年、マッサとカッラーラの自治体に対し法令を発してカッラーラ産大理石の採石に関する特権を認めた。大理石を採取する全ての採石従事者は、自治体に採石地賃借料を支払うと定めたものである。この法令は20世紀に入っても効力を保ち、採石地賃借料が形式的なものに変わっていた時代にあっても効力を持つ賃借料の存在は、むしろこの地方の採石業の発展を阻害するものになっていた。1920年、アナルコサンディカリストの弁護士ヴィーコ・フィアスキ（Vico Fiaschi）は、女公の法令に関する史料的な論証と反駁を行い、法令の撤廃を求めた。
女公はハプスブルク帝国のヨーゼフ主義改革と連動した諸改革、特に経済改革を推進した。公共事業として、公爵領の基幹道路「ヴィア・ヴァンデッリ（Via Vandelli）」を敷設し、マッサに病院を設立した。
女公はこの時代のトスカーナ州の文化史に大きな足跡を残した。彼女の美術顧問だった建築家のジョヴァンニ・ドメニコ・オリヴィエーリは、スペイン宮廷に仕えて王立サン・フェルナンド美術アカデミー創設に関わったが、途中で任を離れてマリーア・テレーザに仕えることになった人物だった。オリヴィエーリの助言を受け、女公は1769年カッラーラ美術アカデミーを創設した。

## 子女
モデナ公との間に2子をもうけた。
- マリーア・ベアトリーチェ・リッチャルダ（1750年 - 1829年） - 1771年オーストリア大公フェルディナントと結婚、1790年マッサ＝カッラーラ公爵位を継承
- リナルド・フランチェスコ（1753年）

## 引用・脚注
1. ↑  Eugenio Giovanni Francesco di Savoia, Count of Soissons, Duke of Troppau
2. ↑  Provinzfaschismus in Italien: Politische Gewalt und Herrschaftsbildung in der Marmorregion Carrara, 1921-1924 Roger Engelmann Oldenbourg Verlag, 1992, S. 39
3. ↑  Anne Mueller von der Haegen: Art & Architecture Tuscany, h.f. Ullmann, 2010. S. 43 f.
4. ↑  Marco Castracane: Gli italiani e l'arte, 2011, S. 88 f.